# Route nationale 463
Pour les articles homonymes, voir Route 463.
La route nationale 463 ou RN 463 est une ancienne route nationale française reliant Médière (où elle se détachait de la RN 83) à Sochaux (où elle rejoignait l'ancienne RN 437 et l'A36).
Avant les déclassements de 1972, la RN 463 possédait également un tracé de Sochaux à Folgensbourg, vers la frontière suisse menant à Bâle.

## Ancien tracé jusqu'en 2006

### Ancien tracé de Médière à Sochaux
RD 663 :
- Médière (km 0)
- Longevelle-sur-Doubs (km 5)
- Lougres (km 10)
- Bavans (km 13)
- Bart (à noter que l'ancien tracé passait à l'est de Bart, il est renommé D 463) (km 17)
- Sainte-Suzanne (de même, l'ancien tracé nommé D 463 passait par Courcelles) (km 19)
- Montbéliard (km 22)

RD 613 :
- Montbéliard (km 22)
- Sochaux (km 25)

## Ancien tracé jusqu'en 1972

### Ancien tracé de Sochaux à Delle
La RN 463 faisait tronc commun avec la RN 437 jusqu'à Étupes.
- Étupes (km 28)
- Dampierre-les-Bois (km 33)
- Badevel (km 35)
- Fêche-l'Église (km 36)
- Delle (km 40)

### Ancien tracé de Delle à Folgensbourg
La RN 463 faisait tronc commun avec la RN 19bis pour aller de Delle à Joncherey.
- Faverois (km 44)
- Courtelevant (km 48)
- Seppois-le-Bas (km 55)
- Seppois-le-Haut (km 56)
- Bisel (km 59)
- Feldbach (km 63)
- Riespach (km 65)
- Waldighofen (km 67)
- Steinsoultz (km 70)
- Muespach (km 73)
- Folgensbourg (km 78)